# Презвитер Јован
Презвитер Јован (лат. rex et sacerdos или indorum rex, краљ и свештеник) био је легендарни (измишљени), средњовековни владар једног великог хришћанског царства негде у Азији, међу муслиманима и паганима.

## Настанак легенде
Године 1144. је латински бискуп Сирије Хуго из Јабале, обавестио папу Еугенија III да су муслимани освојили град Едесу, у нади да папа покрене нови крсташки рат против муслимана. У свом писму Хуго је поменуо једног моћног хришћанског краља са именом Јован. Тај Јован, по њему, био је владар једног великог царства источно од Персије и Јерменије и наводно је освојио од муслимана персијски град Екбатана, престоницу античког Медијског краљевство (данас у западном Ирану). Исти Јован представљен је за потомка библијских мудраца са истока.
Хрониста и бискуп Отон Фрајзиншки био је тад у пратњи папе и написао је епизоду о Јовану у својој хроници Chronica sive Historia de duabus civitatibus (О двема државама). Отон се надао да би Јован подржао западне хришћане у борби против муслимана.
Године 1165. појавило се наводно писмо Јована (Ioannis presbiteri Epistola), адресирано византијском цару Манојлу I. Писмо је фалсификат непознатог порекла, и изазвало је огромну реакцију да је папа Александар III морао да објави противљење, јер поред фантастичког описа Јовановог царства писмо је у очима папе представљало и напад на папину позицију. Ипак је легенда о Јовану толико оживела да се и сам Александар III надао у помоћ легендарног краља у ослобођењу Јерусалима. Наредних векова писмо се копирало, посебно са настанком штампарије, да је легенда дуго време остала жива.

## Легенда
Јованово писмо описује чудновито царство ком он влада; у њему „Јован“ пише да му је потчињено 72 краља. Његова престоница зове се Бибрих или Брибрих, а царство му потиче од оностране Индије, па кроз пустињу до изласка сунца. У његовом царству има слонова, камила и дромедара, али и фантастичких бића попут вампира, сатира, пигмејаца, џинова, киклопа, једнооких или рогастих људи, птице феникс итд.
Кроз царство тече река Идонус која извор има у самом рају и чији је песак пун драгих камења. На подножју брда Олимпа налази се извор који свакоме даје бесмртност ко би три пута пио из њега. У једном мору од песка могу се наћи камења које лече болест, тако и једна врста камења у облику шкољке које у себи има воду; ко би се у тој води купао излечио би се од губе и сваке друге болести.
У пустињи живе огњене глисте, од њих се добија свила од које се прави краљева одећа и која се чисти у ватри.
Јованову војску чине 13 кола, на сваким од њих по један велики, златни крст и по 10.000 коњаника и 100.000 пешака (укупно, дакле, 130.000 коњаника и 1.300,000 пешака).
Јованови дворци су феноменални - капије и врата главног дворца су прекривени рогом рогасте змије које не допуштава отров у дворац. Зидови и патос су од оникса, столови од злата и аметиста. Спаваћа соба Јованова је окићена златом и драгим камењем, кревет је сав од сафира. У близини дворца налази се огромно огледало; да би се до њ стигло мора се преко 125 степеница; у том огледалу Јован може да прати сва дешавања у свом царству и да открива завере. За други дворац Јован је добио планове у визијама, лично од Бога. За његову градњу коришћени су највреднији материјали, најдрагоценија камења и злато. Свако ко би ушао у тај дворац изгубио би осећања глади, и кад би га напустио био би сит и излечен од болести. У једном ћошку крунске сале има извора, и ко би од њега пио осетио би све шта би желео да једе и пије. Ко више пута пије из те воде, не би умирао пре својих 300 година и остајао би све време у младим годинама. Улазна капија висока је 130 лаката и сва је од блиставог кристала, около је све злато, а капија се отвара и затвара сама од себе и без додира.
Писмо се завршава објашњењем зашто се Јован назива „презвитером“: из скромности, и пошто његови поданици имају таква красна световна и црквена звања да ниједно друго звање не би могло да опише његову, Јованову, силу и достојанство.

## Трагање за презвитером Јована у Азији
Године 1177. је папа Александар III послао свог лекара Филипа к Јовану у Азију са једном личном поруком, у којом је позивао Јована у крсташки рат против Муслимана. Поменути Филип није се никад вратио, трагови су му се изгубили.
Након тога презвитер Јован помињао се у више изворима. Неколико експедиције су послане да би се створила веза са њим. Године 1221. латински бискуп у Акону у данашњем Израелу, Жак де Витри (Jacques de Vitry), пише папи Хонорију III о једном моћном краљу Давиду из Индије, који је кренуо у бој против Муслимана у Персији и стигао до наврат Багдада. Поменути бискуп чуо је прве вести о Џингис-кану и његовим освајањима и идентификовао га је са презвитером Јованом. Заиста је у Азији, на путу свиле, у Сирији, Ирану, Индији и Кини, постојало хришћана, пре свега Несторијанаца, али њихов политички утицај у монголском царству био је минималан.
Године 1245/1246. папа Иноћентије IV послао је тадашњег фрањевца и каснијег барског надбискупа Јована Карпинија (Johannes de Plano Carpini) у дипломатску мисију к Монголима. Истовременом Јован Карпини добио је обавезу да се распита о презвитеру Јовану. Карпини је стигао до монголске престонице Каракорум, али о презвитеру Јовану није могао да нађе конкретне информације. Јована царство Карпини је замишљао негде у Индији односно Далеком истоку, те пише: Једног другог сина је Џингис-кан послао са војском против Инде... Водио је и војску у бој против хришћана који живе у Великој Индији. Кад је то чуо краљ те земље, који се у народу зове презвитер Јован, кренуо је са војском против њих...
Исти задатак као Карпини добио је Вилијам Рубрушки (Guillaume de Rubrouck) од француског краља Луј IX. Вилијам је путовао 1253/1255. у Монголију, али се вратио са истим информацијама као што Карпини.
Марко Поло је замишљао Јованово царство у данашњој северно-источној Кини. Он пише: Сад да се испричају дешавања како је почела владавина Татара: ови су живели у земљама севера, у Јорца и Баргу, али без правих станова, то значи без градова и тврдих насеља. Ту је било пространих поља, добрих пашњака, велике реке и тиме претеке од воде. Нису имали господара, али су плаћали трибут једном моћном кнезу, који се, како сам сазнао, на њиховом језику звао Ун-кан, шта како неки верују има исто значење као презвитер Јован на нашем језику.
Марко Поло даље пише и о једном великом боју између Џингис-кана и Ун-кана, која се завршила са смрћу Ун-кана и освајањем његовог царства: Тендук, које се налазило у некадашњем царству презвитера Јована, је једна источна провинција са многим градовима и дворцима који припадају владавини великог кана; сви кнежеви из породице презвитера Јована остали су зависни откад је Џингис-кан покорио земљу. Престоница свакако зове се Тендук (можда данашњи Хохот севернозападно од Пекинга). Садашњи краљ је потомак презвитера Јована и зове се Ђорђе. Он је хришћанин и свештеник, већи део становништва су хришћани. Поменути Ђорђе је шести наследник презвитера Јована.
Како су крсташки ратови престајали, ту је трагање за једног источног савезника било све мање важније. Легенда о презвитеру Јовану се умирила, али је остала у савести многих људи. Немац Хартман Шедел (Hartman Schedel) помиње Јована кратко у својој светској хроници из 1493: У индијској земљи зову свог патријарха презвитера Јована... Сад тај исти Јован не поштује се једино као епископ него исто као цар. О њему се каже да је многе краљеве покорио и да су му потчињени и да у истим краљевима има стотину архиепископа. А врховна епископска и царска столица се налазе у граду Бибрит, и Јован патријарх је преко једног великог од Инде (који је у години Господњој хиљаду и сто дошао у Рим) све ово јавно рекао папи Калисту и другима прелатима.

## Трагање за презвитером Јована у Африци
Трагање за презвитером Јованом у Африци почело је вероватно са доминиканцем Жордан де Северак (Jourdain de Séverac), који у својим писмама из 1321—1324. први помиње Етиопију ца царство презвитера Јована.
Мит о Јовану примили су радо Португалци у 15. веку, ради правдања за своја освајања и пловидба око Африке. Португалски краљ Манојло I имао је намеру да потисне исламски утицај у Африци и да континент добије за хришћанство, при чему је тражио савезништво легендарног презвитера Јована.
Преко Арапа стигла је вест о једном хришћанском царству у источној Африци, и многи су се сетили Јованове легенде. Заиста су у источној Африци, у данашњој Етиопији, постојале хришћанске државе, царства од Аксума и Лалибеле, које су једно време имале и јачи утицај према својим суседима. Хришћанство у Етиопији има свој корен трговаце који су из Јудеје и Сирије донели нову веру. За време највеће силе царства од Аксума, у 3. веку, тамошњи краљ Езана прогласио је хришћанство у монофизитској варијанти за државну религију. Постојале су тесне везе са Коптима у Египату. Царство од Аксума ексистирало је до 10. века, када су због исламских освајања у Египату и Сирији прекинуте важне трговачке и међународне везе. У 13. веку краљ Лалибела је обновио јаку, хришћанску државу у Етиопији, у традицији царства од Аксума. У Роха, данашњем Лалибела, дао је изградити дванаест монолитних црква, које дан данас сведоче о величини његове државе.
Врх ране експанзије Етиопије к север-истоку (данашњој Сомалији) и освајање исламских крајева у 15. веку ишло је у исто време са европским открићама под вођством Португала, према томе не треба да чуди ако се Етиопија идентификовала са царством презвитера Јована. У средњем веку било је доста путовања европских авантуриста у тај регион; међутим, путници који су дошли до Етиопије више се нису пустали да напусте земљу, тако да су поуздане информације даље недостајале.
Године 1487. је Педро да Ковиља (Pedro da Covilhã) путовао по налогу португалског краља Жоаоа II у источну Африку и стигао је и до Етиопије, али је задржан у Етиопији и није му било дозвољено да се врати. Исто као Ковиља проао је Алфонсо де Пајва (Alfonso de Payva), који је из Александрије покушао да стигне у Етиопију. Његови су се трагови изгубили.
Први који су се вратили из Етиопије била је експедиција под вођством Родрига да Лима (Rodrigo da Lima) 1520. године. Свештеник који је пратио експедицију, Франциско Алварес (Francisco Álvares), први је Европљанин који је са Verdadeira Informação das Terras do Preste João das Índias (Лисабон, 1540) написао извештај о Етиопији, но загонетку о презвитеру Јовану ни он није могао решити.

## Картографије Јовановог царства
На европским картама умишљено царство презвитера Јована било је забележено све до 16. века. Пар примера су:
- Светски атлас Андреаса Валдбергера (Andreas Waldberger) из 1448, са престоницом Бибрих северно од Сри Ланке.
- У Либеку направљена карта са Јерусалимом у центру показује Јованово царство јужно од Индије и западно од Вавилона.
- Светски атлас Хуана де ла Коза (Juan de la Cosa) из 1500. показује Јованово царство северно од Етиопије, западно од реке Нила.

Са откривањем непознатих крајева света Јованово царство се губило из светских атласа и карта, и тиме су се завршавале и легенде о цару и свештенику Јовану.